# Bradfield Canal
Het Bradfield Canal is een inham in de Alexanderarchipel in de Alaska Panhandle in het zuidoosten van Alaska in de Verenigde Staten.

## Geografie
De inham heeft een lengte van 30 kilometer. Het strekt zich uit van de monding van de Bradfield River in het oosten tot aan Point Warde in het westen waar het Bradfield Canal uitmondt op de Ernest Sound. Voor het grootste deel scheidt de inham het vasteland van Alaska (in het noorden) van het Cleveland Peninsula in het zuiden dat aan het vasteland vast zit. Vanuit het noorden komt het Blake Channel op de inham uit, waarna de laatste ruim vijf kilometer het Bradfield Canal de scheiding vormt tussen Wrangell Island en het schiereiland.
Het waterlichaam ligt in de mariene ecoregio Noord-Amerikaans Pacifisch Fjordland.

## Geschiedenis
Het werd voor het eerst in kaart gebracht in 1793 door James Johnstone, een van de officieren van George Vancouver tijdens zijn expeditie van 1791-1995. Vancouver noemde het water later "Bradfield Channel".